# Grand Prix Brasil de motociclismo de 1987
O Grande Prêmio do Brasil de 1987 foi o décimo quarto Grande Prêmio do Campeonato Mundial de Motovelocidade

Autódromo Internacional Ayrton Senna

na temporada de 1987 . As corridas foram realizadas em 27 de setembro de 1987 no Autódromo Internacional de Goiânia próximo a Goiânia em Goiás, Brasil . Apenas as classes 250cc e 500cc começaram. Neste Grande Prémio foi decidido o título mundial da classe 500cc. O título nas 250cc já estava decidido.

## Geral
Por muito tempo não se sabia se os GPs do Brasil e da Argentina iriam continuar, mas agora que a hora havia chegado, o título nas 500cc ainda não estava decidido. O Brasil nunca havia organizado um GP antes, mas o fim de semana transcorreu sem problemas significativos. Os pneus Dunlop recém-desenvolvidos de Randy Mamola desapareceram na rota para a América do Sul e poucos motoristas particulares podiam pagar a viagem cara. Após más experiências anteriores com corridas sul-americanas, pilotos e imprensa foram agradavelmente surpreendidos em Goiânia. Além da pista acidentada, as instalações eram muito boas.

## Classe 500cc

### O treinamento
Apenas 18 participantes iniciaram o treinamento para a classe 500cc no Brasil. Wayne Gardner já estava quase certo do título mundial, mas quase perdeu as chances quando olhou para o conta- rotações em alta velocidade, que Pierfrancesco teve que passar por cima do Chile na grama. Ele parou a poucos metros da barreira de choque. Freddie Spencer ainda sofria de uma concussão no GP de San Marino . Como resultado, ele viu mal e seus olhos se arregalaram tanto que ele perdeu uma lente de contato seis vezes durante o treinamento. Embora tenha dirigido o sétimo período de treinamento, ele não começou por causa do problema com suas lentes de contato.

#### Tempos de treino
| Pos | Motorista          | Marca                           | Tempo    |
| --- | ------------------ | ------------------------------- | -------- |
| 1   | Wayne Gardner      | Rothmans - HRC - Honda          | 1 "27'36 |
| 2   | Randy Mamola       | Roberts - Lucky Strike - Yamaha | 1 "28'13 |
| 3 - | Tadahiko Taira     | Agostini - Marlboro - Yamaha    | 1 "28'36 |
| 4 - | Shunji Yatsushiro  | Rothmans - HRC - Honda          | 1 "28'39 |
| 5   | Eddie Lawson       | Agostini - Marlboro - Yamaha    | 1 "28'62 |
| 6   | Didier de Radiguès | Bastos - Cagiva                 | 1 "28'69 |
| 7   | Freddie Spencer    | HRC - Honda                     | 1 "28'72 |
| 8   | Rob McElnea        | Agostini - Marlboro - Yamaha    | 1 "28'84 |
| 9   | Raymond Roche      | Bastos - Cagiva                 | 1 "29'14 |
| 10  | Christian Sarron   | Gauloises -Sonauto- Yamaha      | 2 "19'16 |

### A corrida
No Brasil, Wayne Gardner fez uma grande diferença com a competição nas primeiras rodadas. Ele dirigiu toda a corrida sozinho e quando estava sete segundos à frente decidiu consolidá-la. Atrás dele, Eddie Lawson, Didier de Radiguès, Raymond Roche e Shunji Yatsushiro lutaram pelo segundo lugar, enquanto Randy Mamola recuperava o mau início. Mamola chegou ao grupo de perseguição e foi para a batalha com Lawson, mas ele não tinha seus melhores pneus e acabou ficando em terceiro lugar. De Radiguès terminou em quarto, o melhor resultado de Cagiva da temporada.

### 500 cc
| 1        | Wayne Gardner       | Rothmans Honda Team            | Honda  | 47'39.570     | 15 |
| 2        | Eddie Lawson        | Marlboro Yamaha Team Agostini  | Yamaha | +5.190        | 12 |
| 3        | Randy Mamola        | Team Lucky Strike Roberts      | Yamaha | +12.610       | 10 |
| 4        | Didier de Radiguès  | Cagiva-Bastos-Alstare          | Cagiva | +24.420       | 8  |
| 5        | Christian Sarron    | Sonauto Gauloises Jack Germain | Yamaha | +25.590       | 6  |
| 6        | Shunji Yatsushiro   | Rothmans Honda Team            | Honda  | +42.330       | 5  |
| 7        | Tadahiko Taira      | Marlboro Yamaha Team Agostini  | Yamaha | +51.710       | 4  |
| 8        | Niall Mackenzie     | Team HRC                       | Honda  | +56.690       | 3  |
| 9        | Pierfrancesco Chili | HB Honda Gallina Team          | Honda  | +1'01.120     | 2  |
| 10       | Mike Baldwin        | Team Lucky Strike Roberts      | Yamaha | +1'03.720     | 1  |
| 11       | Ron Haslam          | Team ROC Elf Honda             | Honda  | +1 lap        |    |
| 12       | Marco Gentile       |                                | Fior   | +1 lap        |    |
| 13       | Wolfgang Von Muralt |                                | Suzuki | +1 lap        |    |
| 14       | Vincenzo Cascino    |                                | Suzuki | +3 laps       |    |
| 15       | Gerhard Vogt        |                                | Suzuki | +3 laps       |    |
| Ret      | Raymond Roche       | Cagiva-Bastos-Alstare          | Cagiva | Retired       |    |
| Ret      | Rob McElnea         | Marlboro Yamaha Team Agostini  | Yamaha | Accident      |    |
| DNS      | Freddie Spencer     | Team HRC                       | Honda  | Did not start |    |
| Sources: |                     |                                |        |               |    |

## Ligações externas
- ShowGrand Prix Brasil de motociclismo de 1987 no YouTube
- MotoGP Official site

1. ↑  Globo Esporte GO | Há 30 anos Goiânia sediava o GP Brasil de Motovelocidade | Globoplay, consultado em 12 de setembro de 2020
2. ↑  «1987 Brazilian MotoGP». Motorsportmagazine.com. 13 de junho de 2017. Consultado em 29 de maio de 2018
3. ↑  «motogp.com · BRASILIAN GRAND PRIX · 500cc Race Classification 1987». www.motogp.com